# リュウキュウミスジ
リュウキュウミスジ（琉球三筋、Neptis hylas）は、チョウ目（鱗翅目）アゲハチョウ上科タテハチョウ科に属するチョウの一種。あまり一般的ではないがリュウキュウコミスジと呼ばれることもある。

## 概要
本土のコミスジと非常に近い。コミスジは屋久島以北に分布するが、本種は奄美以南のため混同することはほぼない。翅裏の赤みが強く、白斑に黒い縁取りを持つ点で識別は可能。
主として林縁や低山地などに住み、ミスジチョウ類特有の滑空するような飛翔をする。花のほか湿地や腐果などにもよく来る。密林や市街地ではほぼ見られない。
幼虫または蛹で越冬する。食草はマメ科のシバハギ・ヌスビトハギ・トキワヤブハギ。成虫は4月初旬から11月にかけて見られ、暖地ではさらに発生時期が広がる。年多化性。

## 分布
奄美群島以南の南西諸島。国外では東洋区（フィリピン・スラウェシ島を除く）。